# 丹波市立植野記念美術館
丹波市立植野記念美術館（たんばしりつうえのきねんびじゅつかん）は、兵庫県丹波市を流れる加古川を望む地に建築された丹波地方の中核美術館である。1994年に氷上町立の美術館として開館し、合併により新設された丹波市が当施設を継承した。
総花崗岩積の美術館施設は財団法人植野アジア芸術文化振興財団から、そして収蔵美術品の基礎は実業家植野藤次郎個人のコレクションから、氷上町に寄付されたものである。

## 収蔵品の種類
- パプア・ニューギニア民族美術品 - 大阪大学を中心とするエンバ・パプア・ニューギニア探検隊が1978年と1979年に持ち帰ったもの
- 中国絵画 - 呉作人をはじめとする現代作家の作品が中心
- 中国陶磁器・陶板
- コンテンポラリー・アート
- 丹波市ゆかりの作家（川端謹次、常岡幹彦、安田虚心、丹阿弥丹波子等）の作品

## 建築概要
ギリシャ神殿のイオニア式を基本とするデザインで、高さ9.5m、重量12トンの石柱6本を正面玄関に据える。外壁は総花崗岩積。
- 竣工 - 1994年
- 構造 - SRC造、石造、屋根・銅版瓦棒葺き
- 規模 - 地上4階、塔屋1階
- 敷地面積 - 3,767m2
- 延床面積 - 1,827m2（1F：576m2、2F：485m2、3F：383m2、4F：383m2）

## 施設
- 4階 - 展示室3、4
- 3階 - 展示室1、2、5
- 2階

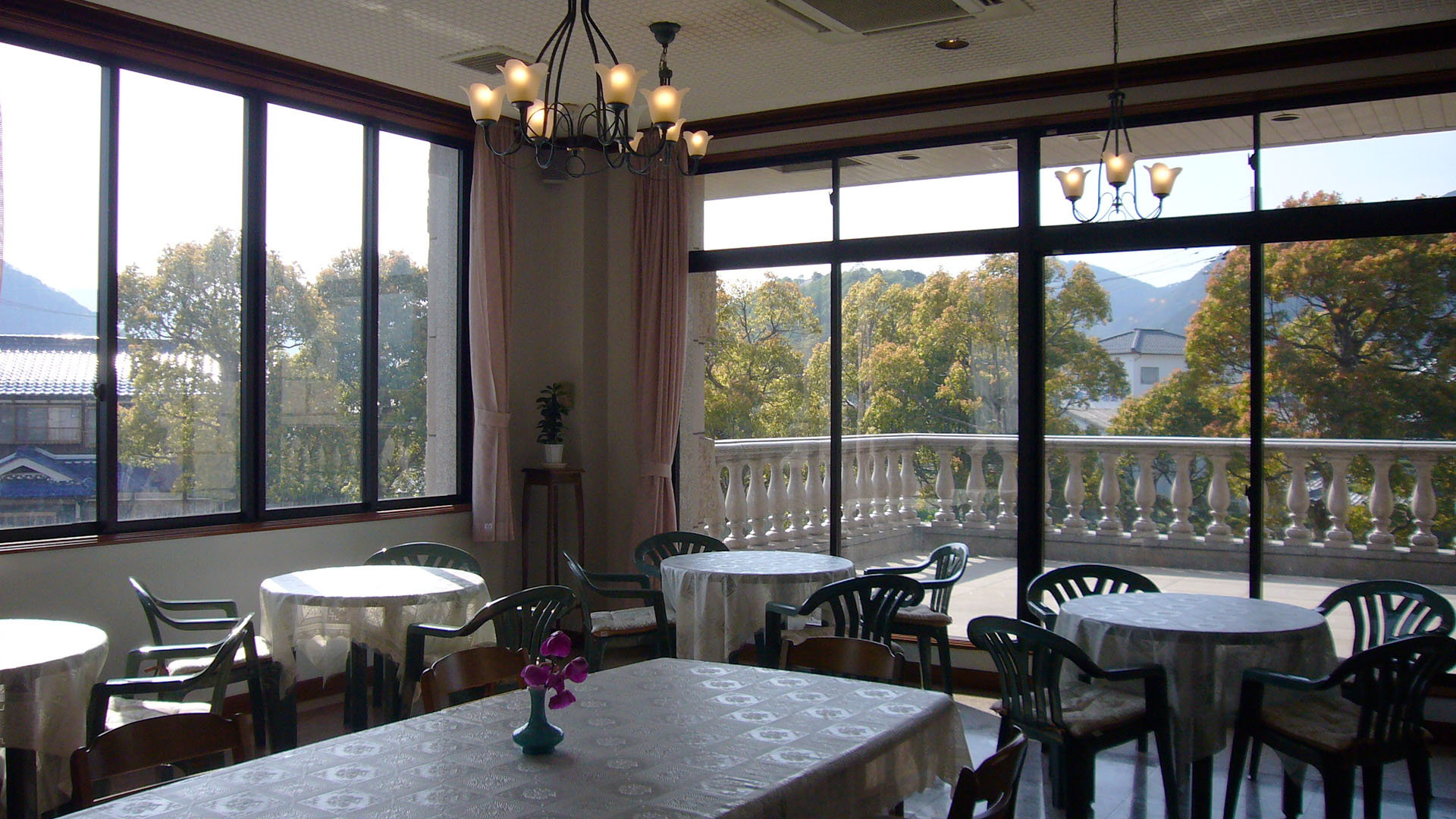
図書・喫茶室

  - エントランスホール - 4Fまで吹き抜けのホールは、コンサートやワークショップの会場にも使用される。
  - 喫茶室、ミュージアムショップ
  - 研修室
  - テラス
- 1階 - 資料室

## 交通
- JR福知山線 石生駅、または柏原駅から、ウイング神姫（旧神姫グリーンバス）「植野記念美術館前」バス停下車 徒歩すぐ

## 周辺情報

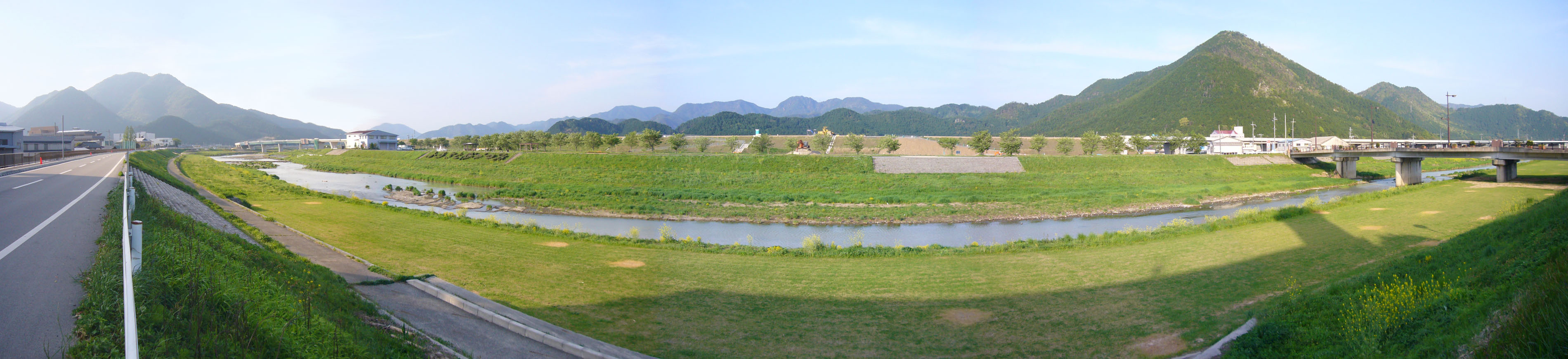
美術館前の加古川の風景

- 兵庫県立丹波年輪の里